# جون بودن (لاعب كرة قدم)
جون بودن (بالإنجليزية: Jon Bowden)‏ هو لاعب كرة قدم بريطاني، ولد في 21 يناير 1963 في ستوكبورت في المملكة المتحدة. لعب مع أولدهام أثلتيك وبورت فايل ونادي روتشديل ونادي ريكسهام.